# 天満紡績争議
天満紡績争議（てんまぼうせきそうぎ）とは、明治時代中期に大阪府の天満紡績（当時の大阪府西成郡川崎村:現在の大阪市北区）で発生した2度にわたる労働争議のこと。日本の紡績業で最初の労働争議と言われている。

## 概要

### 1889年の争議
1889年9月30日、天満紡績で働く女工300名（一説には250名）が昼休みに賃金引き上げを求める相談を行って、昼休み終了後も作業に戻らなかった。様子を見に来た役員に対して、女工たちは賃金引き上げの要望を突き付け、役員は社長との相談をして回答することを約束、女工たちは一旦は仕事に戻った。だが、会社側が回答を行わなかったため、10月2日に女工たちは再度回答を迫った。これに対して会社側が首謀者とされた女工の解雇を通告したため、女工たちは憤慨して更に積立金の返還を求めるなどの要求を行った。これに男性工員も同調する動きを見せたために、10月6日に会社側が女工たちの要求を受け入れることで解決した。

### 1894年の争議
1894年1月27日、夜勤を終えた工員たちが技師・工務係ら上司3名の解雇を求めて午前6時ころより食堂を占拠し、出勤してきた昼勤の工員たちに同盟罷業を呼びかけ、これに従わない一部の工員に対して夜勤の工員が殴打した。そこへ会社側の要請を受けた曾根崎警察署の警察官が工場に入り作業を再開させる一方、会社側は技師たちに解雇相当の理由はないとして工員たちの要求を退けた。これに対し、工員たちの中には納得をせず退社する者も出た。なお、昼勤工員の殴打に関して、工員6名が暴行によって告発され、5名が有罪判決を受けてそれぞれ重禁錮2か月・罰金3円、1名はその後の控訴によって重禁錮1か月・罰金2円判決が下された。